# Supercoppa italiana 2008 (pallavolo maschile)
La Supercoppa italiana di pallavolo maschile 2008 si è svolta il 20 settembre 2008: al torneo hanno partecipato due squadre di club italiane e la vittoria finale è andata per la seconda volta all'Associazione Sportiva Volley Lube.

## Regolamento
Le squadre hanno disputato una gara unica.

## Squadre partecipanti
| Squadra  | Qualificazione                  | Ultima partecipazione    |
| -------- | ------------------------------- | ------------------------ |
| Lube     | Vincitrice Coppa Italia 2007-08 | Supercoppa italiana 2006 |
| Trentino | Vincitrice Serie A1 2007-08     | Debutto                  |

## Torneo
| 20 settembre 2008 Nelson Mandela Forum, Firenze Durata: 1h:53 - Spettatori: 2 780 | Trentino | 0 - 3 | Lube | 34-36, 19-25, 19-25 |